# Edokko
Edokko (江戸っ子, littéralement « enfant d'Edo») est un terme japonais qui désigne une personne née et ayant grandi à Edo (renommé Tokyo en 1868). Le terme aurait été inventé à la fin du XVIIIe siècle à Edo. Être un edokko laisse également entendre que la personne possède certains traits de personnalité différents de la population non autochtone, comme l'affirmation de soi, la simplicité, la gaité, peut-être un peu mercantile, (cf. Kyoto, la capitale du Japon aristocratique), (voir : iki, inase) etc. 
Aujourd'hui, la définition d'edokko peut varier. Le dictionnaire japonais le définit simplement comme celui qui est né et a grandi à Edo ou Tokyo. Cependant, les définitions populaires du vrai edokko sont les suivantes :
1. Celui qui est né et a grandi à Edo/Tokyo et dont les parents sont tous deux également nés et ont grandi à Edo/Tokyo. (Si l'un des parents n'est pas né ni n'a grandi à Edo/Tokyo, l'enfant n'est pas un vrai edokko, et se nomme madara [rayé].)
2. Celui qui est né et a grandi à Edo/Tokyo d'une lignée familiale depuis trois ou quatre générations à Edo/Tokyo.

Ce dernier cas est rare dans la réalité, car la majorité de la population d'Edo/Tokyo se compose d'individus originaires des autres régions. Historiquement, les edokko désignent presque exclusivement les chōnin, les bourgeois. La majorité des samouraïs à Edo venaient de la campagne, et les edokko se plaisaient à les regarder de haut, les identifiant comme yabo, le contraire de iki. Environ la moitié de la population d'Edo était composée de tels samouraï. 
Une autorité de la culture d'Edo, Hinako Sugiura, estime à 1,25% de la population d'Edo le pourcentage d'edokko au sens strict,